# Новини нізвідкіля, або епоха спокою
«Новини нізвідкіля, або епоха спокою» (англ. News from Nowhere) — фантастичний роман-утопія британського письменника-соціаліста Вільяма Морріса, в якому зображено аграрно-соціалістичне майбутнє Великої Британії. Написаний і виданий окремою книгою у 1890 році.

## Сюжет
Роман написано у вигляді розповіді англійського соціаліста Вільяма Геста. Головний герой взимку 1890 року вів тривалу суперечку на громадських зборах про суспільний уклад майбутнього. Прокинувшись після сну, Гест зауважує, що настало літо. Поступово до Геста приходить розуміння, що у навколишньому сталися якісь зміни: у Лондоні з'явилися нові будівлі, під час мандрівки Темзою човняр відмовляється від оплати й радить здати монети до музею. Гест усвідомлює, що опинився в соціалістичному майбутньому 2102 року.
Подорожуючи новою Великою Британією, Гест знайомиться з новим для нього суспільством, яке складається з доброзичливих людей, що живуть селянською працею і ремеслами. Відмирає держава, оскільки нема потреби в насильстві, соціум утворюють невеликі самоврядні громади. Міста втратили велику частину населення (фактично перетворилися на величні сади), більшість мешканців проживають на хуторах, що рівномірно вкривають усю країну. У новій Британії немає промислових підприємств, не є дивиною натомість гужовий транспорт та човни, широке застосування ручної праці. Пізніше в романі з'являються згадки про склодувні фабрики.
Подорожуючи вгору Темзою, Гест бачить навколо себе вільних людей, праця для яких стала потребою в творчості, а не обов'язком чи примусом. «Промислова армія» уже непотрібна. Вільні ремісники забезпечують себе і своїх сусідів усім необхідним.
Гест знайомиться з дівчиною Еллен та її родиною, від якої дізнається більше про світогляд жителів майбутнього.
Велику увагу приділено відновленню природного середовища, зіпсованого епохою машинного виробництва, — припинення шкідливих для довкілля виробництв, заміна металевих мостів кам'яними, відновлення лісу на місці міської забудови. У цьому світі немає приватної власності та класів. Мешканці альтернативної Британії не знають перепон та формалізму, пов'язаного з інститутом шлюбу, завжди дослухаються лише до своїх почуттів і живуть у цивільних шлюбах.
Наука і мистецтво не існують відокремлено від культури, наука не більше ніж хобі, а все мистецтво стало ужитковим. Традиційних шкіл не існує, кожна дитина має можливість обирати форму навчання. Оксфордський університет став осередком вивчення мистецтва знань. Навчання дітей відбувається у поєднанні з природою.
Незабаром Гест прокидається в 1890 році, проте має сумніви щодо реальності того, що бачив.

## Передісторія написання і характер твору
Морріс написав книгу у відповідь на утопію американця Едварда Белламі «Погляд назад, 2000—1887». Морріс критикував ідеї надмірної урбанізації, єдиного уряду та контрольованого споживання, що були висунені в цій книзі; свої думки з цього приводу висловив у соціалістичній газеті «Коммонвел».
Він виклав власне бачення майбутнього, погляд поета і художника. У «Новинах нізвідкіля» панує гармонія людини та навколишнього середовища. Це сон сучасника, вельми схожого на самого Морріса, про майбутнє, поема в прозі.
Наявна у творі ідеалізація медієвізму, а також відсутність централізованого керівництва економікою, розвиненого товарообміну суперечать марксистській теорії, якої у цілому намагався дотримуватися Морріс.